# Periodo Asuka
Il periodo Asuka fu il primo periodo buddhista della storia del Giappone, racchiuso convenzionalmente tra il 550 e il 700. Deve il suo nome ad Asuka kyō, che fu spesso la capitale imperiale in quel periodo. Con l'introduzione della nuova religione, se ne determinò un profondo impulso su tutta la cultura successiva del Giappone. Fu anche considerato il periodo iniziale dell'era classica del paese.
La data convenzionale di inizio del periodo varia, a seconda delle fonti, tra il 538 ed il 552, quando ebbe luogo l'introduzione ufficiale del buddhismo alla corte di Yamato, proveniente dal vicino regno coreano di Baekje, e si considera concluso con lo spostamento della capitale a Nara, nel 710. Alcune fonti fanno risalire la conclusione del periodo all'ascesa al trono da parte dell'imperatore Tenji, nel 668.

## L'introduzione del Buddhismo
Al momento dell'arrivo del Buddhismo in Giappone, la posizione più alta dello stato era occupata dal capo del clan Soga, sin da quando, nel I secolo d.C., il loro leggendario capostipite Takenouchi Sukune fu primo ministro dell'imperatore Keikō. I Soga, che si succedettero nella carica di "grande ministro" (臣?, Ōomi), ebbero grande rispetto per le culture straniere e furono di importanza capitale nella diffusione della nuova religione.
Loro avversari furono i membri del clan Mononobe, comandanti in capo dell'esercito, che osteggiarono l'introduzione della nuova religione. Spalleggiati dal clan Nakatomi, i cui capi erano i maestri cerimonieri dei sacri riti ancestrali shintoisti di corte, i Mononobe diedero inizio ad un sanguinoso periodo di lotte che videro il clan Soga vincitore, anche grazie alla neutralità del clan Otomo, i cui capi erano gli ammiragli della flotta.
Nonostante la supremazia dei Soga, le tensioni interne si accentuarono quando il re Meirei di Baekje, nel 552, inviò in dono all'imperatore Kinmei dei sacri testi buddhisti ed una statua del Buddha Shakyamuni: l'esitazione dell'imperatore nell'accettare il dono e le lunghe discussioni all'interno del consiglio imperiale ebbero ripercussioni sull'opinione pubblica. Il dono fu infine accettato, ma quando un'epidemia di vaiolo colpì il paese, i nemici dei Soga sparsero l'opinione che si trattasse di una punizione degli spiriti shinto (神?, Kami), per aver accolto in patria un idolo pagano. La statua venne quindi gettata in un lago ed i libri furono bruciati. A tutt'oggi la scultura dorata è considerata tra le più grandi perdite dell'antichità insieme alla biblioteca di Alessandria.
Nonostante la temporanea vittoria degli osteggiatori del Buddhismo, il culto si era già parzialmente diffuso in Giappone ed i suoi principi erano già noti in molte regioni quando, nel 552, giunsero da Baekje i due monaci Donyei e Doshin, recando con sé sacri testi e sculture buddhiste. Dieci anni dopo, dalla Cina giunse anche il viaggiatore Chiso, con un altro carico di immagini e sculture. Nonostante questi tre personaggi possano essere considerati gli unici importatori di cultura buddhista del periodo Asuka, la nuova religione si diffuse in modo efficace.

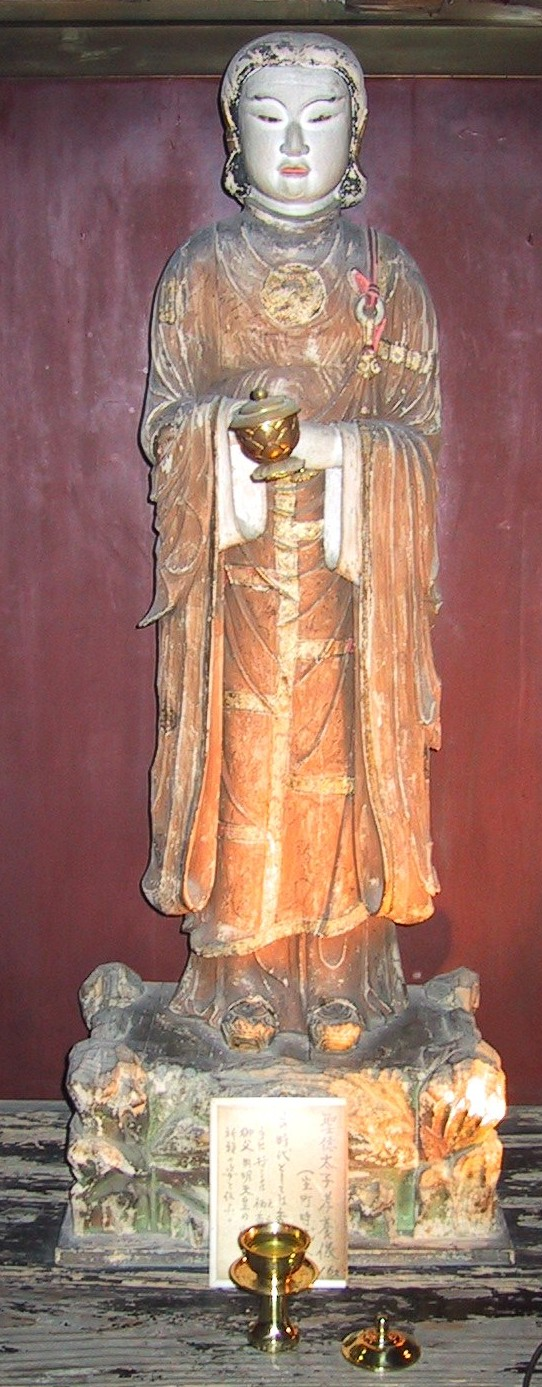
Antica statua raffigurante il principe Umayado

Al primo ministro Soga no Umako si deve la realizzazione dei primi templi buddhisti, eretti per ospitare i ricchi doni frequentemente inviati dai regni coreani di Baekje [(JA)  Kudara] e Silla [(JA)  Shiragi]. Nel 573 nacque il principe Umayado, detto anche Shōtoku, considerato il primo membro della famiglia imperiale a divenire buddhista. Nel periodo della sua adolescenza, le lotte tra i clan rivali culminarono nella battaglia di Shigisan, durante la quale le armate condotte da Umako sbaragliarono le forze nemiche, provocando la morte dei capi dei clan Mononobe e Nakatomi. Fu l'inizio del periodo che vide i Soga dominare la scena politica del Giappone e che si sarebbe protratto fino al 645.
Umako si valse dell'aiuto del principe Umayado nell'introduzione di quelle importanti riforme che cambiarono radicalmente la vita del paese. Il buddhismo divenne la religione ufficiale di corte e furono invitati da Baekje progettisti e carpentieri specializzati in edilizia sacra che costruirono maestosi complessi templari buddhisti, tra i quali il celebre Asukadera nella capitale Asuka kyō, nell'odierna prefettura di Nara. Nelle fondamenta di un pilastro del tempio principale vennero sepolte, il 15 gennaio 593, alcune sacre Reliquie del Buddha. Il nuovo imperatore Sushun fu posto sul trono da Umako, che ne dispose a piacimento, fino al punto di farlo uccidere quando questi si ribellò dopo 5 anni di regno.
Tali eventi segnarono il trionfo definitivo del clan Soga, che si issarono al vertice della gerarchia governativa della corte di Asuka-kyō, e la temporanea interruzione delle ostilità tra i clan nobiliari. Nel 588, Umako favorisce l'ascesa al trono dell'imperatrice Suiko, alla quale affianca l'anno dopo il di lei nipote Umayado in qualità di reggente.
L'unità di intenti tra Soga no Umako, Suiko, ed il reggente Umayado portò ad una serie di eventi epocali che avrebbero trasformato il Giappone in un paese moderno, allineandolo ai grandi stati del continente sotto ogni profilo. Fu fatto costruire il grande complesso templare buddhista Shitennō-ji (四天王寺?), tuttora uno dei più famosi del paese, che fu eretto nei pressi del porto imperiale di Naniwa, l'odierna Osaka, per dimostrare ai visitatori d'oltremare lo splendore della corte e del paese intero. Attorno ai templi ebbero sede le nuove quattro istituzioni (四箇院?, Shika-in), che avevano lo scopo di innalzare il livello di civilizzazione del paese: il Kyōden-in (istituto per la religione e l'istruzione), l'Hiden-in (istituto di assistenza sociale), il Ryōbyō-in (ospedale), ed il Seiyaku-in (farmacia). In seguito, sarebbero stati costruiti altri templi importanti, tra cui l'Hōryū-ji, eretto nei territori della famiglia di Umayado, a Ikaruga.

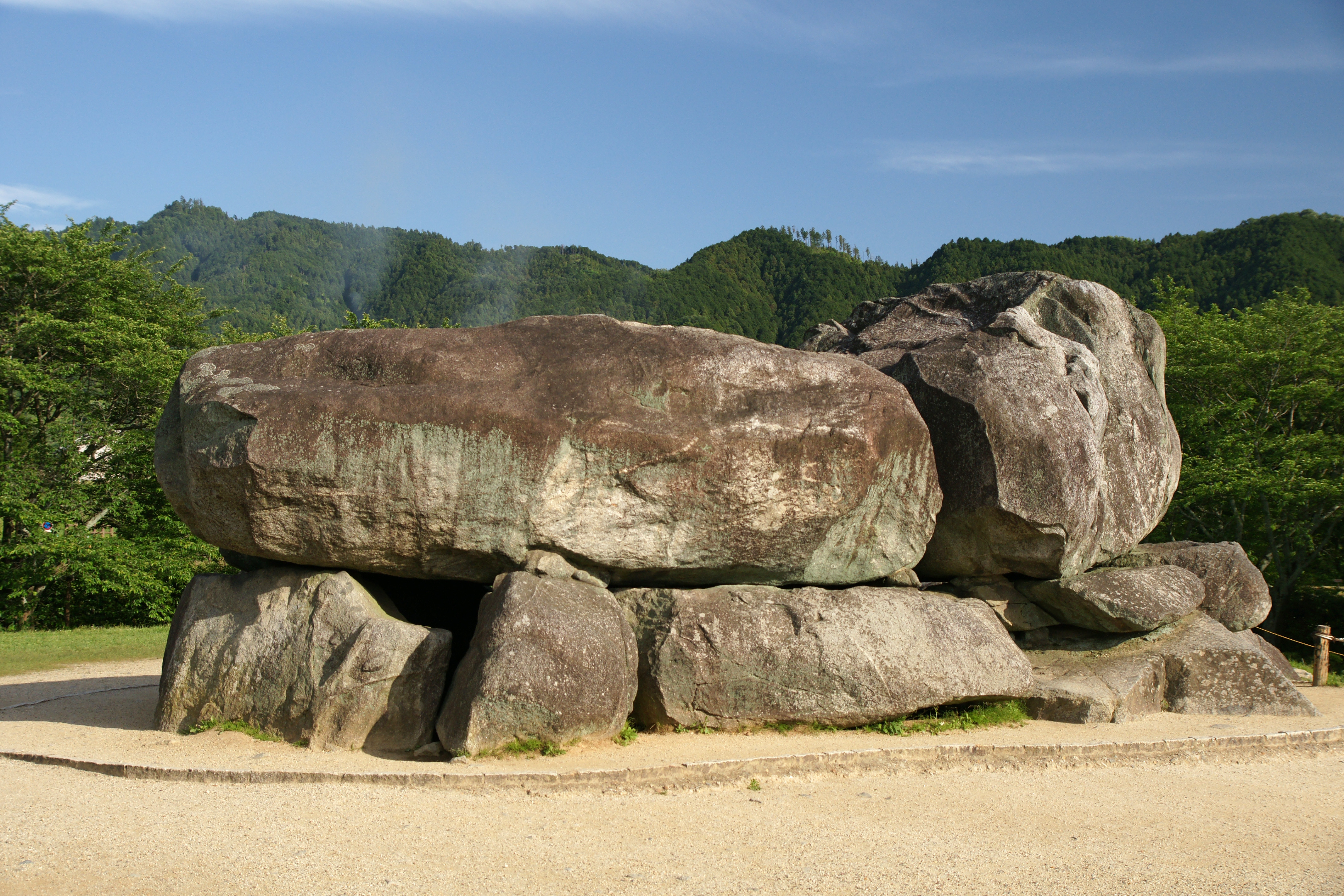
Il kofun Ishibutai, dove si ipotizza sia sepolto Soga no Umako.

Furono riorganizzati i ranghi della società secondo criteri ispirati al confucianesimo, assegnando i più alti in base ai meriti, e non più in base alle discendenze familiari. Vennero rafforzati i legami con i feudi lontani, concedendo terre ed un margine di autonomia ai signori di tali feudi, e venne ufficialmente adottata a corte la scrittura in caratteri cinesi.
Nel 604 fu compilata la costituzione di 17 articoli, che fissava i codici di comportamento di governanti e sudditi nell'ambito di una società buddhista, e che sarebbe rimasta in vigore fino al 1890.

## I principi della costituzione
Il documento redatto da Umayado ebbe enorme importanza nella storia giapponese e meravigliò gli intellettuali moderni per il livello di cultura e illuminazione. Fondata sui principi del confucianesimo, la costituzione partiva dalla necessità della devozione al sovrano, per arrivare a commentare diffusamente i sûtra, che il principe aveva studiato in cinese. La costituzione decretò definitivamente l'adozione dei principi di Nāgārjuna, che vennero tradotti dal testo originale ed applicati senza forzature alla cultura giapponese in modo efficace.
Quando, nel 621, il venerato principe Umayado morì, l'evento nefasto venne riconosciuto da molti come la fine di un'epoca illuminata durata quarant'anni, la prima senza lotte da molto tempo.

## Tramonto del clan Soga
L'accumulo di tanto potere accrebbe l'ambizione del nuovo Ōomi Soga no Emishi, figlio del defunto Umako, che arrogò a sé ed al figlio Soga no Iruka prerogative fino ad allora ad esclusivo appannaggio del sovrano. Costruì il proprio Kofun di dimensioni e sfarzo mai visti prima, cinse la testa del figlio con una corona e lo nominò ministro imperiale. Dopo che nel 643 Iruka fece uccidere il probabile erede al trono, il principe Yamashiro Ōe, la famiglia reale, guidata dal principe Nakano Ōe, radunò a sé le fazioni che si opponevano ai Soga, tra le quali i Nakatomi, che al contrario dei Mononobe erano sopravvissuti alla disfatta di Shigisan, ed un ramo minore dello stesso clan Soga.
Nel 645 Soga no Iruka fu ucciso mentre riceveva un ambasciatore coreano, in un complotto ordito da Nakano Ōe e da Nakatomi no Kamatari, capo del clan Nakatomi. Emishi chiamò a raccolta i suoi seguaci ma, tradito dal ramo dei Soga che si era alleato ai Nakatomi, dovette ritirarsi e si suicidò dando fuoco alla propria casa. Nel corso dell'evento andarono a fuoco preziosi documenti riguardanti la dinastia imperiale giapponese e la stessa famiglia Soga.

## Restaurazione shinto
Con la distruzione del clan Soga, ebbe inizio un nuovo corso alla corte di Yamato, Nakano Ōe pose sul trono imperiale prima lo zio, che diventò l'imperatore Kōtoku, poi la madre, che diventò l'imperatrice Saimei, alla quale sarebbe succeduto, dopo la morte avvenuta nel 661, con la carica di reggente. Nel 668 diventò imperatore e sarebbe passato alla storia con il nome di Tenji. Nakatomi no Kamatari sostituì l'Ōomi ai vertici della nobiltà di corte con il nuovo titolo di consigliere dell'imperatore (関白?, Kanpaku). Gli venne assegnato il feudo ed il nome di Fujiwara, e divenne così il capo-stipite del nuovo clan Fujiwara, che avrebbe monopolizzato la politica del paese fino alla fine del XII secolo.
Il buddhismo, a cui si erano convertite gran parte delle famiglie nobiliari, perse importanza in favore dello shintoismo, ma si continuò il processo di sincretismo tra le due religioni. L'ordinamento statale venne riorganizzato con gli editti di riforma di Taika del 646, attraverso i quali il potere venne accentrato maggiormente nella capitale, con l'abolizione dei titoli di tipo feudale conferiti ai capi-clan delle altre province giapponesi. Nella stesura di tali editti vennero osservati i principi del confucianesimo, che erano ormai stati assorbiti dal popolo giapponese.
Alcuni membri del clan Soga continuarono ad avere importanti incarichi ed alcune delle loro discendenti sposarono alcuni degli imperatori di quel tempo, ma il potere della famiglia era ormai definitivamente declinato. Secondo alcuni storiografi, il periodo Asuka coincide con il periodo relativo al potere dei Soga, che si era aperto con l'introduzione ufficiale del buddhismo a corte e si era chiuso con la distruzione del clan e la restaurazione dello shintoismo.